# Крокодилы в Восточной Европе

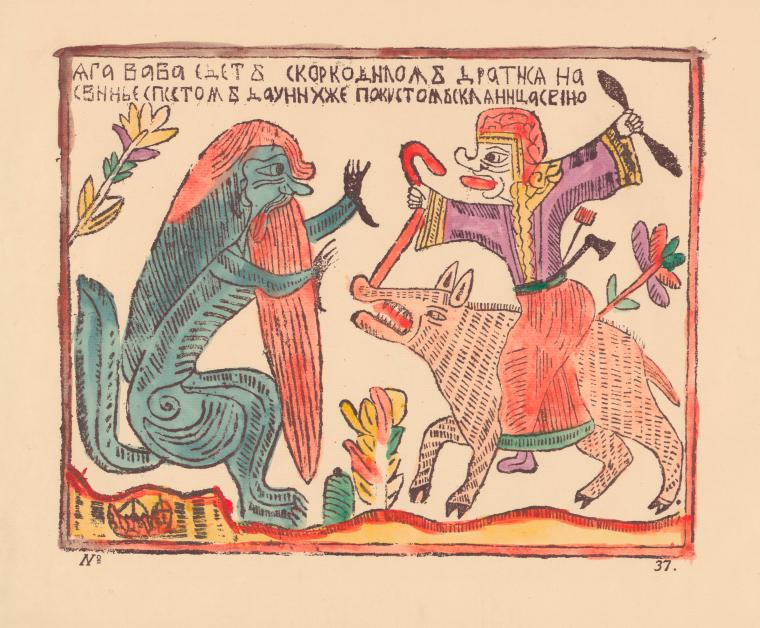
Лубок: «Баба Яга деревянная нога едет с каркаркадилом дратися на свинье с пестом». Образ главного персонажа работы — «коркодила» — в лубочной графике ряд исследователей связывает с личностью Петра I. Например, Д. Ровинский относит эту работу к серии так называемых раскольничьих листов, считая её пародией на семейные отношения между Петром I и Екатериной I

Крокодилы были известны в разных странах Восточной Европы как экзотические животные или как персонажи легенд, включая старообрядческие (крокодил, коркодил). В советское время в славянском язычестве крокодилов пытался обнаружить академик Б. А. Рыбаков.

## Упоминания
Согласно легендарно-историческому сочинению XVII века «Повесть о Словене и Русе», сын легендарного Словена Волхов обладал способностями оборотня и мог перевоплощаться в «коркодила»:

Болший сын оного князя Словена Волхов бесоугодный и чародей лют в людех тогда бысть, и бесовскими ухищрениями и мечты творя и преобразуяся во образ лютаго зверя коркодела, и залегаше в той реце Волхове водный путь и непокланяющихся ему овых пожираше, овых извергая потопляше; сего же ради люди, тогда невегласи, сущим богом окаяннаго того нарицаху и Грома его, или Перуна, нарекоша.
«Коркодил» упоминается и после смерти Волхова:

со многим плачем от невеглас ту погребен бысть окаянный с великою тризною поганскою, и могилу ссыпаша над ним вельми высоку, яко есть поганым. И по трех днех окаянного того тризнища просядеся земля и пожре мерзкое тело коркоделово, и могила его просыпася над ним купно во дно адово, иже и доныне, якоже поведают, знак ямы тоя стоит не наполняяся.
Данная легенда толкуется А. Левшиным как метафорическое представление жестоких разбоев, совершавшихся князем.

### Сведения путешественников
Австрийский дипломат, барон Сигизмунд фон Герберштейн, дважды — в 1517 и 1526 годах посещавший русские земли, в аналитическом обзоре «Записки о Московитских делах», где он подробно описал Великое княжество Московское и Великое княжество Литовское, упоминал о Жемайтии следующее: 

Эта область изобилует рощами и лесами, в которых можно наблюдать страшные явления. Там и поныне очень много идолопоклонников, которые кормят у себя дома как бы пенатов, каких-то змей с четырьмя короткими лапами наподобие ящериц с чёрным и жирным телом, имеющих не более трёх пядей в длину и называемых гивоитами (Givuoites). В положенные дни люди очищают свой дом и с каким-то страхом со всем семейством благоговейно поклоняются им, выползающим к поставленной пище. Несчастья приписывают тому, что божество-змея было плохо накормлено.
В 1589 году английский дипломат Джером Горсей в книге «Записки о России» написал, что во время одного из его визитов в Россию неподалёку от Варшавы он обнаружил на берегу реки труп крокодила, убитого спутниками путешественника, и при попытке его изучить серьёзно заболел: 

Я выехал из Варшавы вечером, переехал через реку, где на берегу лежал ядовитый мёртвый крокодил, crocodileserpent, которому мои люди разорвали брюхо копьями. При этом распространилось такое зловоние, что я был им отравлен и пролежал больной в ближайшей деревне, где встретил такое сочувствие и христианскую помощь мне, иноземцу, что чудесно поправился.

### Летописи
В средневековых русскоязычных источниках неоднократно упоминаются крокодилы (слово встречается также в формах коркодил и кордил). Это слово следует понимать как обозначение некоего невиданного и страшного животного, похожего на дракона, которое ассоциировалось с нехристианским миром.
Например, в Первой Псковской летописи упоминается о нашествии крокодилов в Пскове в 1582 году: 

В лета 7090… того же лета изыдоша коркодилы лютии из реки и путь затвориша, людей много поядаша, и ужосашося люди и молиша Бога по всей земле. И паки спряташася, а иных избиша. Того же году преставися царевич Иван Иванович, в Слободе, декабря в 14 день.
В 1989 году в журнале  "Химия и жизнь" искусствовед Борис Сапунов и его сын биолог Валентин Сапунов (криптобиолог, верящий в существование йети) высказали предположение, что  в реку Великую действительно попали завезенные на Русь крокодилы, которые сбежали от купца, который приобрёл их во время визита в одну из восточных стран. Текст полон вопиющих с точки зрения исторической науки ошибок, однако неоднократно цитировался и перепечатывался целиком на различных ресурсах.

### Прочее
26 июня 1889 года крестьяне деревень Чеболакша и Лукин Наволок Петрозаводского уезда Олонецкой губернии (ныне — Кондопожский район Республики Карелия) наблюдали в Чеболакшинской губе Онежского озера зверя, похожего на крокодила (один из крестьян видел такого же зверя в книге про Африку).

## Городская легенда
Существует также современная городская легенда, согласно которой на некоторых территориях Восточной Европы в прошлом водились крокодилы. Крокодилы не могут жить на территории России, так как они не способны переносить холодные зимы, температура для их жизнедеятельности должна превышать +11 °C. При температуре ниже +20 °C многие крокодилы лежат неподвижно. Для нормального развития крокодильих яиц необходимо, чтобы в течение 90—100 дней температура держалась на уровне +25 °C, что невозможно на территории Восточной Европы. По данным герпетолога М. Б. Ефимова, последние крокодилы исчезли с территории России примерно 15 миллионов лет назад.